# Король Артур (фильм)
«Коро́ль Арту́р» (англ. King Arthur) — приключенческий исторический художественный фильм 2004 года совместного производства США и Ирландии. Режиссёр фильма — Антуан Фукуа.
Премьера фильма в России состоялась 12 августа 2004 года.

## Сюжет
452 г. н. э. Юные сарматы покидают родные земли. Годом ранее их отцы сражались в битве на Каталаунских полях, и потрясённые их отвагой римляне сохранили им жизни. Но взамен эти воины обязались отдать своих детей на службу в римскую кавалерию.
Юных сарматов везут в Британию, в римский бастион на Адриановом Валу, где они знакомятся со своим будущим командиром, юным Арторием Кастом или Артуром. Его отец погиб в бою, и воспитанием мальчика занимался ересиарх Пелагий, проповедовавший свободу воли и право людей на самоопределение.
С тех пор проходит 15 лет, и к 467 году Артур и сарматы своими подвигами обретают громкую славу среди римлян и бриттов. Из прибывших на остров в живых остаются Ланселот, Тристан, Гавейн, Галахад, Борс и Дагонет. Хотя многие из них, особенно Борс, мало похожи на римлян, Артур смог воспитать в них дух благородства, верности и братства.
Срок службы сарматских воинов окончен, и в связи с этим в Британию из Рима прибывает епископ Германий. По пути в крепость на эскорт епископа нападают мятежники-пикты во главе с друидом Мерлином, с которыми сарматы справляются без особого труда. Воины Артура мечтают о долгожданной свободе и далёком доме, а сам Артур с нетерпением ждёт отъезда в Рим и встречи с Пелагием.
В крепости в зале совета Германий сообщает Артуру и воинам, что из-за угрозы варваров император и папа приняли решение оставить Британию, и что с севера к стене приближается огромное войско саксов. Сарматы воспринимают новости болезненно, поскольку знают, что саксы — жестокие варвары, которые уничтожают всё на своём пути, не щадя ни женщин, ни детей; уход же римлян из Британии делал борьбу с пиктами и гибель товарищей напрасными. Наконец епископ показывает воинам грамоты об освобождении со службы, но прежде просит его оставить с Артуром наедине. И когда воины удалились отмечать окончание службы, Германий сообщает Артуру, что перед получением грамот необходимо выполнить ещё одно поручение: сарматы должны вывезти семью папского посланника Мария из поселения к северу от стены, так как Алекто, единственный сын Мария, должен возглавить церковь. Артур вынужден согласиться, поскольку без грамот сарматов будут преследовать по всей империи как дезертиров.
В трактире воины веселятся, хоть и не представляют (особенно Борс, который успел породить в Британии больше десятка ребятишек), что будут делать после возвращения. Когда Артур сообщает воинам об их последнем задании, сарматы негодуют - они утомлены долгой службой и хотят вернуться домой, в родные края. Но Артуру удается убедить воинов довериться ему и взяться за оружие в последний раз.
На севере Британии в это время высаживается и идёт на юг войско саксов во главе с Кердиком. От пикта-перебежчика саксы получают карты местности и узнают о вале Адриана, Артуре и поселении папского посланника. Чтобы сдержать претензии сына Кинрика на лидерство, Кердик решает не убивать римлян, а захватить их в заложники, чтобы потребовать у империи выкуп.
Утром Артур с воинами отправляется на север. В лесу сарматы попадают в засаду пиктов, которые, однако, оставляют их в живых, отступив по зову горна, собиравшем совет вождей племён. На совете один из разведчиков приносит саксонский нож с рунами и сообщает о тысячах воинов, идущих против них. Мерлин, понимая, что тактика пиктов бесполезна против саксов, решает просить Артура о помощи.
После приезда сарматов семья папского посланника готовится покинуть поселение. Артур, отправив Тристана на разведку, видит полумёртвого старика в цепях, который оказывается старостой деревни. От местного жителя он узнаёт, что Марий наказал старосту за просьбу оставить голодающей деревне больше зерна с шедшего на продажу урожая; сами жители боялись перечить «божьему глашатаю» Марию, опасаясь за это небесной кары. Артур освобождает старосту, советуя всем жителям деревни идти к валу Адриана.
После возвращения Тристан сообщает, что к вечеру саксы будут в селении. Неожиданно Артур замечает, что два стражника пытаются замуровать проход в какой-то подвал. Войдя внутрь, сарматы оказываются в склепе, в котором под присмотром двух сумасшедших монахов находятся пленные бритты. Марий пытался сломить узников голодом и подчинить своей воле, а монахи считали, что бриттов приносят в жертву Богу для «очищения от грехов». Из пленников живыми находят лишь двоих: кельтского мальчишку Лукана и разведчицу пиктов Гвиневру. Несмотря на недовольство папского посланника, Артур выводит спасённых из склепа. Когда же Марий бьёт свою жену, пытавшуюся помочь Гвиневре, Артур, угрожая мечом, заступается за неё. Оскорблённый Марий в ответ обещает наказание, и Артур едва не убивает его. После того, как один из монахов был замурован обратно в склеп (второй напал на Ланселота во время освобождения узников и погиб), римляне уходят на юг. Кердик, застав опустевшую деревню, отправляет следом за римлянами небольшой отряд во главе с сыном.
Караван идёт медленно. Ланселот сомневается в разумности спасения поселенцев, но Артур отказывается их бросать. В дороге Гвиневра всё больше проникается к Артуру интересом. Она рассказывает ему, что среди пиктов он стал настоящей легендой и упрекает его за службу Риму. Артур игнорирует разговоры о несправедливости римской власти, но втайне всё же сомневается.
На ночной стоянке, когда все засыпают, Гвиневра уходит в лес. Артур идёт за ней и встречается с Мерлином (как оказалось, Гвиневра специально увела Артура подальше от лагеря), который предлагает ему объединиться для борьбы с саксами. В гневе Артур напоминает друиду об уничтоженном его пиктами селении возле крепости: тогда мать Артура погибла в горящем доме, поскольку загоревшаяся повозка преградила выход. Юный Артур с трудом вытащил вросший в могилу отца меч, но не успел спасти мать.
Мерлин ответил, что не желал смерти его матери, так как она была из бриттов, как и Артур, и пытается склонить его к примирению, напомнив, что меч отца, прозванный пиктами Экскалибуром (кельт. Разящий), помог вытащить не гнев, а любовь к матери. Но Артур упрямо отказывается от просьбы Мерлина и Гвиневры, и тогда они напоминают ему, что он не стал бы спасать поселенцев, если бы их судьба была ему безразлична; гибель соратников будет напрасной, если варвары захватят остров.
Утром солдаты Мария восстают против Артура. Сам Марий берёт Лукана в заложники, но гибнет от стрелы Гвиневры. Солдаты, потеряв своего господина, сдаются. Вернувшийся с очередной разведки Тристан приносит Артуру добытый в бою арбалет и сообщает, что отряд саксов идёт за ними по пятам. Караван немедленно отправляется в путь.
В дороге Артур просит прощения у Алекто за смерть отца и узнаёт от него, что годом ранее по приказу Германия Пелагий был отлучён от церкви и убит, поскольку обличал и ставил под сомнение деяния церкви. Смерть Пелагия заставляет Артура пересмотреть свой взгляд на Рим и всё, во что до этого верил.
На замёрзшем озере колонна замедляется, чтобы не провалиться под лёд, и отряд Кинрика догоняет её. Артур отправляет караван на юг и остаётся на берегу озера вместе с воинами и Гвиневрой. Выстрелами из луков они выманивают саксов с берега и пытаются заставить их столпиться так, чтобы лёд под ними проломился. Под обстрелом воины Кинрика всё плотнее прижимаются друг к другу, однако лёд их выдерживает.
Спасая остальных от неравного боя, Дагонет устремляется к саксам и начинает топором рубить лёд перед ними. Воины Кинрика смертельно ранят его, но Дагонет успевает прорубить лёд. Многие саксы погибают, провалившись под лёд, остальные не могут пройти дальше и вынуждены отступить.
После возвращения в крепость воины Артура получают обещанные грамоты, однако долгожданная свобода не приносит им радости. После похорон Дагонета сарматы пребывают в растерянности. Влюблённая в Артура Гвиневра убеждает его не оставлять Британию на погибель.
Ночью саксы прибывают к валу Адриана и становятся лагерем у стены. Римляне уходят, но Артур решает остаться и защищать свою родину. Ланселот пытается уговорить друга уехать, но Артур настроен решительно.
На рассвете бастион пустеет. Артур поднимается на холм, откуда в обе стороны просматривается стена. Сарматы видят своего лидера и, чувствуя свой невыполненный долг, возвращаются. Тем временем на границах леса пикты во главе с Мерлином и Гвиневрой готовятся к атаке.
Вождь саксов посылает против сарматов уцелевших воинов Кинрика. Но когда они погибают, Кердик приказывает наступать всему войску. Помогавший саксам пикт гибнет от стрелы Тристана в самом начале битвы. Воины Мерлина и Гвиневры атакуют саксов «в лоб» и обстреливают их из катапульт. Бритты одерживают победу, уцелевшие саксы спасаются бегством. Но битва уносит много жизней, в том числе и воинов Артура: Ланселот, убив в бою Кинрика, погибает от арбалетной стрелы, а Тристана убивает Кердик, павший потом в схватке с Артуром. После битвы Артур хоронит погибших сарматов.
На старом кельтском капище у моря Мерлин венчает Артура с Гвиневрой и объявляет его королём Альбиона. Артур под всеобщее ликование объявляет жителей Британии, Шотландии, Уэльса и Ирландии свободным народом и собирается построить на острове страну свободных людей, где царствует мужество, честь, справедливость — то, что он вместе с Пелагием давно мечтал увидеть в Риме.
В конце фильма по зелёным лугам Британии скачут три коня (два чёрных и белый), которые олицетворяют Дагонета, Тристана и Ланселота.

## В ролях
| Актёр             | Роль              |
| ----------------- | ----------------- |
| Клайв Оуэн        | король Артур      |
| Кира Найтли       | Гвиневра          |
| Йоан Гриффит      | Ланселот          |
| Мадс Миккельсен   | Тристан           |
| Рэй Уинстон       | Борс              |
| Стеллан Скарсгард | Кердик            |
| Тиль Швайгер      | Кинрик            |
| Джоэл Эдгертон    | Гавейн            |
| Хью Дэнси         | Галахад           |
| Рэй Стивенсон     | Дагонет           |
| Стивен Диллэйн    | Мерлин            |
| Чарли Крид-Майлз  | Ганис             |
| Доун Брэдфилд     | Ванора            |
| Ивано Марескотти  | епископ Германиус |
| Кен Стотт         | Мариус Гонориус   |
| Оуэн Тил          | Пелагий           |

## Критика
Фильм получил преимущественно негативные оценки критиков.
На сайте Rotten Tomatoes фильм имеет рейтинг 31%, на основе 189 рецензий критиков, со средней оценкой 5 из 10, и общий финальный отзыв: «Волшебство ушло, оставив скучный боевик».
А.О. Скотт из «Нью-Йорк Таймс»  отметил, что фильм был «глупой картиной, снятой в темном тумане и дыму на полях сражений, полной глупо звучащей помпезности и раздутой музыки (любезно предоставленной изрядно напыщенным Хансом Циммером). Боевые сцены, шумные и жестокие, но не более последовательны, чем история, которая несет в себе почти столько же экспозиции, как последний фильм «Звездных войн». К счастью, есть элемент широкой, мужественной общины, который мешает королю Артуру быть полным тормозом».
Роджер Эберт из Chicago Sun-Times оставил более положительный отклик на фильм и наградил его тремя из четырех звезд, написав: «Фильм работает благодаря значительным вкладам в производство и харизме актеров, которые вызывают больше интереса к персонажам, чем они заслуживают».